# Villa de Mondeggi
La Villa de Mondeggi est une villa située au sud de Florence, à l'intersection des territoires des communes de Bagno a Ripoli, Impruneta et Greve in Chianti.

## Histoire
Les premiers documents faisant référence à la villa proviennent des moines de l'abbaye de Vallombrosa et font supposer une construction au-cours du XIVe siècle. Les premiers propriétaires appartiennent à la famille florentine des Bardi qui, en 1427, vendent le bien à la famille Portinai, qui la donne à son tour à l'hôpital de Santa Maria Nuova en 1488. La villa passe aux mains des contes della Gherardesca en 1538. En 1610, une chapelle privée est construite, mais la pratique du culte n'y est autorisée que 45 ans plus tard, par le pape Alexandre VII. Une chapelle publique est construite en 1710. En 1862, le conte Ugolino della Gherardesca commande aux architectes Angelo Foggi et Vincenzo Buffi l'agrandissement et l'embellissement des bâtiments. La décoration intérieure est prise en charge par Olimpio Bandinelli. En 1938, la famille Della Gherardesca vend la villa, qui après avoir connu deux autres propriétaires privés, est achetée en 1964 par la province de Florence.

### Mondeggi Bene Comune
Jusque dans les années 2000, la villa et les 200 ha qui l'entourent sont gérés par une entreprise agricole propriété de la province de Florence, la Mondeggi-Lapeggi Srl. En 2009, l'entreprise est mise en liquidation judiciaire, avec un déficit de 600 000 euros. En 2012, la province annonce que l'ensemble de la villa et des terrains agricoles sera mis en vente l'année suivante.
En parallèle, la crise de la dette italienne conduit le gouvernement de Mario Monti à autoriser la vente de 320 000 ha de terres agricoles publiques. Pour s'opposer à cette mesure, le mouvement paysan Genuino Clandestino lance la campagne Terra Bene Comune. Une des propositions de la campagne est d'occuper les terres publiques abandonnées pour développer une agriculture paysanne, agroécologique et autogérée. Le comité florentin de Terra Bene Comune identifie en 2013 la villa de Mondeggi comme un des lieux possibles pour réaliser ce projet. Début novembre 2013, lors d'une rencontre de Genuino Clandestino, est lancée la campagne « Mondeggi Bene Comune Fattoria Senza Padroni », qui se propose de récupérer l’intégralité de la ferme, pour la convertir à l’agriculture paysanne. Quelques jours plus tard se crée le comité « Verso Mondeggi Bene Comune – Fattoria senza Padroni », composé d'habitants des communes environnantes.
Le même mois, le comité mène sa première action. Les olives sont récoltées sur les oliviers abandonnés de la ferme, et l'huile d'olive obtenue est distribuée gratuitement. En janvier 2014, une Charte des Principes et des Intentions est rédigée. Les occupants déclarent leur intention d’entreprendre un parcours de conversion du statut de bien public abandonné vers celui de bien commun.
Au printemps 2014, un jardin collectif est créé. En juin 2014, 3 jours de fête sont organisés. A cette occasion, une des six "case coloniche" situées sur le territoire de la ferme est ouverte et occupée. En novembre 2014 commence le projet MoTA (Mondeggi Terreni Autogestiti), qui vise à attribuer des parcelles d'olivier aux personnes qui souhaitent s'en occuper.
Des discussions sont entamées en début d'année avec les collectivités territoriales concernées mais, en mai 2014, la province et la commune de Bagno a Ripoli, sur le territoire de laquelle est située la majorité du territoire, confirment leur volonté de vendre la ferme. En octobre 2014, la vente aux enchères échoue par manque d’acheteurs. 
En 2017, les meubles de la villa et le matériel agricole de l'entreprise sont mis en vente par la Métropole de Florence (héritière de la province), comme prélude à la mise en vente de la villa et du terrain en un seul lot.
Toujours en 2017 une Déclaration d'Usage Citoyen est rédigée par les occupants, pour servir de base de dialogue avec les administrations (province et commune). Selon l’interprétation juridique des occupants, cette déclaration les rend « communauté », une personnalité juridique reconnaissable par les autorités. Cette interprétation est inspirée de l'exemple de l'ex-asilo Filangieri de Naples. 
L’ensemble de la villa et des terrains est mis en vente en 2019 mais ne trouve à nouveau pas acheteur. En 2019, Mondeggi est retirée de la liste des biens immobiliers à vendre par la métropole. La métropole se dit ouverte à la discussion d’autres opportunités que la vente et se dit en attente de la rédaction d’un règlement des biens communs par ses services,.

## Description

### Parc
Le parc fait 200 ha, orientés à l'est et au sud-est, et comprend des vignes, des oliveraies, des bois, des prairies et des champs. Il comprend 6 case coloniche. Deux parcours thématiques destinés aux promeneurs ont été installés en 2011 par la province de Florence.

### Zone à défendre
Après la France (Notre-Dame-des-Landes, Sivens, Roybon,…), la Belgique (Arlon) et la Suisse (Éclépens), le concept de ZAD (opposition aux grands projets inutiles écocides et absurdes) touche l'Italie (Mondeggi), cette fois pour l'autogestion et la protection du territoire agricole comme bien commun,